# Stellantis North America
Ne doit pas être confondu avec la marque Chrysler.
Stellantis North America, ou FCA US LLC, anciennement Chrysler US LLC, Chrysler Group est un constructeur automobile d'origine américaine, filiale depuis 2021 du groupe automobile multinational Stellantis, contrôlant plusieurs constructeurs automobiles : Chrysler, Dodge, Jeep, RAM Trucks, Mopar, SRT (Street & Racing Technology) et Green Eco Mobility. Cette société était  sous contrôle du groupe italien FIAT depuis 2009, puis la propriété de FCA - FIAT Chrysler Automobiles jusqu'à la fusion de ce dernier avec le français Groupe PSA en 2021.
Entre 1998 et 2007, elle fait partie du groupe allemand DaimlerChrysler, puis est rachetée le 14 mai 2007 par le fonds d'investissement américain Cerberus Capital Management pour 7,4 milliards US$. Ce rachat est consacré le 6 août 2007 avec la présentation de «The New Chrysler» et le retour du Pentastar (étoile à cinq branches) comme nouveau logo.
Le 30 avril 2009, la société se met sous la protection du chapitre 11 de la loi américaine et se déclare en faillite. Le 10 juin 2009, une nouvelle société dont FIAT S.p.A. assure la gestion, appelée Chrysler Group LLC, est créée, FIAT disposant de 30 % du capital, pourcentage qui passera à 46 % au premier trimestre 2011. Une fois l'aide du gouvernement américain remboursée, FIAT possède 51 % du capital de la société. En 2011, FIAT S.p.A. acquiert le contrôle majoritaire de Chrysler Group (58,5 %) et le 1er janvier 2014, la totalité (100 %) pour devenir FIAT Chryslet Automobiles.
Depuis le rachat par FIAT, la marque n'est plus commercialisée en Europe, sauf au Royaume-Uni et en Irlande. Les modèles vendus sur le continent sont désormais badgés FIAT ou Lancia.

## Histoire

### Les années 1920: La naissance d'une marque
La première voiture de marque Chrysler, la six, est sortie en 1924 et fut présentée à l'hôtel Commodore de New York. Son créateur, Walter Percy Chrysler, souhaitait que sa voiture soit présentée au salon de l'automobile de New York mais il se vit refuser l'entrée sachant que son véhicule n'était pas encore en production. Avide de marketing, il a donc eu l'idée de l'exposer, aux investisseurs potentiels, dans ce grand hôtel de Manhattan. Cette stratégie alternative a payé et un banquier de la Chase Securities a souscrit une participation de 5 millions de dollars dans la Maxwell Motor Corp. (Société de W. Chrysler). La six fut donc rapidement commercialisée et fut la première voiture au prix abordable. Cette auto amena d'autres évolutions comme les quatre freins hydrauliques ou un moteur six cylindres.
Le 6 juin 1925, W. Chrysler rachète les capitaux restants de la Maxwell Motor Corp. afin de créer la Chrysler Corporation. Le développement de cette nouvelle société fut d'une rapidité considérable.
Ainsi, début 1926, Chrysler détient près de 3 800 concessions sur le territoire des États-Unis, avec un bénéfice gigantesque de 17 millions de dollars. La prospérité de la société continua pendant la décennie qui suivit, avec le lancement de nombreux véhicules qui connaîtront un certain succès, notamment l'Imperial 80 en 1927. Non seulement cette voiture était la première voiture réellement décapotable de Chrysler, mais c'était aussi le premier modèle de la marque à faire l'objet d'une campagne publicitaire en couleurs.
En 1928, Chrysler fonde la marque Plymouth pour l'entrée de gamme, la DeSoto pour le milieu de gamme et achète la société Dodge Brothers. Cette stratégie avait pour but d'offrir une gamme complète de véhicules à l'image de la production de General Motors.
Ce programme prend sa fin logique en 1955 avec la mise en place de la marque Imperial (au lieu de modèles). À cette date, Chrysler proposait, comme GM, cinq marques de voitures.

### Les années 1930: La grande dépression

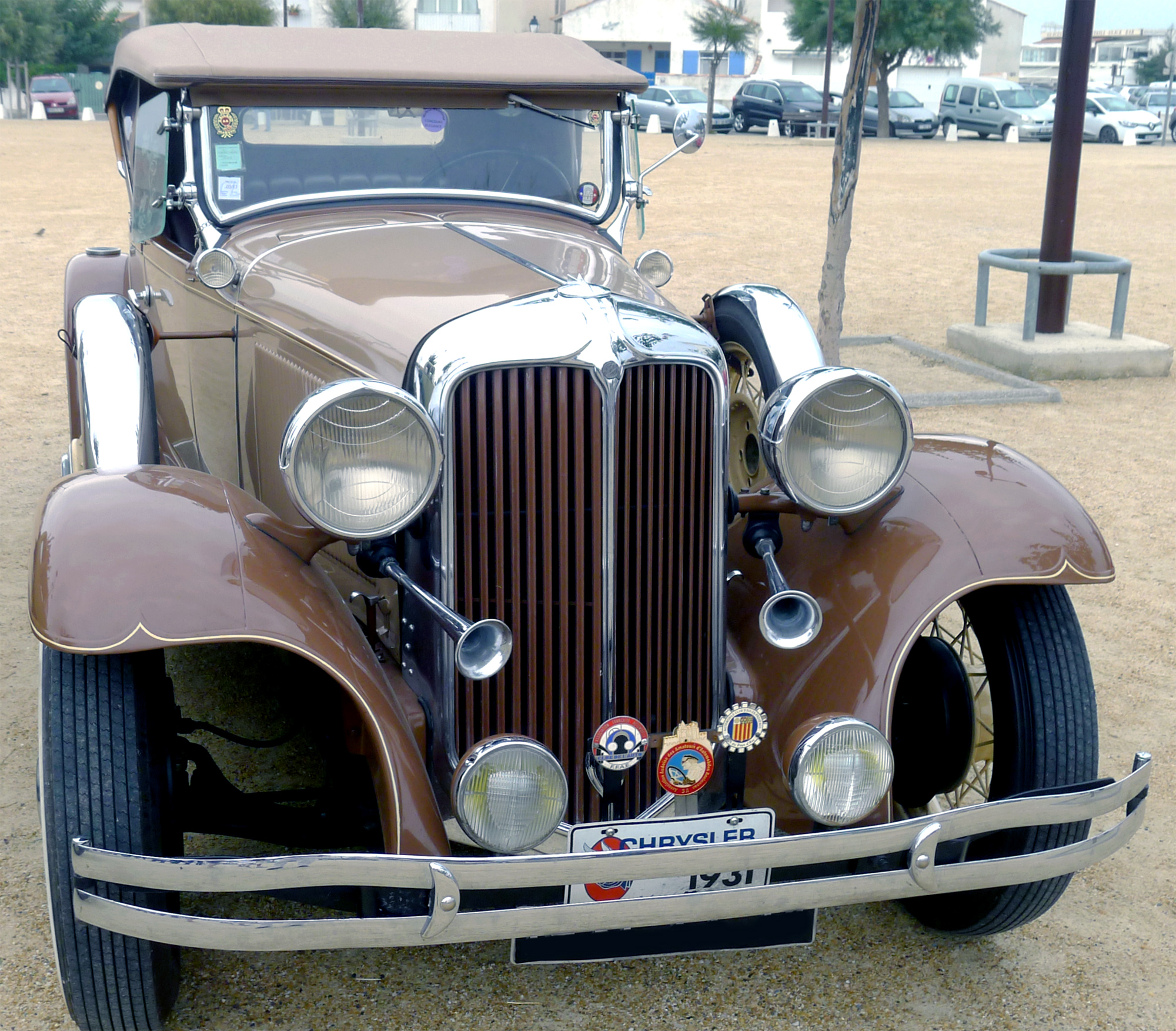
Modèle Chrysler des années 1930

Durant les années 1930, Chrysler est remarqué à la fois pour ses qualités techniques et ses crises financières périodiques. À la fin de la décennie, les marques DeSoto et Dodge vont concurrencer les gammes des autres divisions sur leurs propres marchés.
Durant la grande dépression, W. Chrysler refuse de laisser mourir son entreprise. En 1934, la société lance la Chrysler Airflow, un modèle révolutionnaire comprenant un corps aux formes très élancées, qui fut parmi les premiers véhicules à utiliser les principes scientifiques de l'aérodynamique. L'Airflow, avec ses formes reprises de l'aviation, fut une grande réussite technologique (carrosserie allégée, records de vitesse). Chrysler développe aussi la première soufflerie pour tester ce nouveau modèle. Malheureusement, la Chrysler Airflow ne fut pas bien accueillie par le public et ce sont les modestes divisions Dodge et Plymouth qui ont permis à Chrysler de perdurer durant la Grande Dépression, grâce à des modèles conventionnels et un peu plus populaires.
Plymouth fut l'une des rares marques qui augmenta ses ventes pendant cette période. La société lança aussi, à cette époque, une division pièces détachées nommée Mopar (Motor Parts), dont le nom reste associé à certains produits de la firme.

### Les années 1940: LaSeconde Guerre mondiale

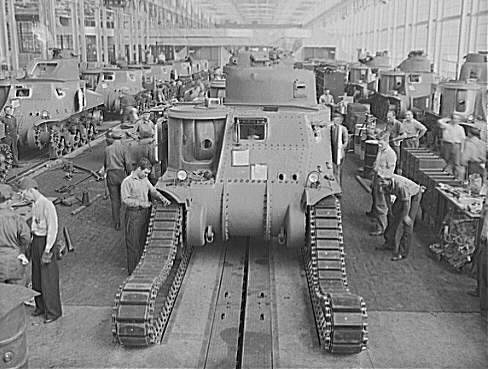
Usine de Détroit en 1942, fabrication de char léger M3 Lee

L'insuccès de l'Airflow eut un effet refroidissant sur les services ventes et promotion de Chrysler, qui laissa la marque sans réelles innovations durant les années 1940 et 1950. On peut noter l'exception de l'installation de phares escamotables sur certains véhicules de la production DeSoto de 1942. C'est la division militaire de Chrysler, avec les célèbres chars M3 Lee, qui a surtout porté la société à cette époque.
Lors de l'engagement américain dans la Seconde Guerre mondiale, Chrysler Corporation avait déjà participé aux préparatifs et fournissait des chars d'assaut de 25 et 28 tonnes aux forces alliées en Europe. Heureusement pour les motoristes américains, l'effort de guerre n'a pas freiné la production automobile de Chrysler - au moins pendant un moment. Le modèle le plus caractéristique, lancé au début des années 1940, a été le fourgon de luxe Town & Country, qui a démarré en 1941. Ce précurseur du minivan moderne Town & Country permettait de transporter jusqu'à 9 personnes. Il avait un panneau arrière et était le premier fourgon à intégrer des panneaux authentiques en bois à l'extérieur. Sans surprise, le nouveau «woody» a remporté un beau succès auprès du public, en particulier durant l'après-guerre, avec la version décapotable, populaire sur les autoroutes dès 1946. Son prix de départ, raisonnable, était de 3 970 dollars.

### Les années 1950
Les avancées technologiques se poursuivirent toutefois et, en 1951, Chrysler lance un nouveau moteur, le premier d'une longue série, le Hemi V8.
En 1955, les choses s'éclaircirent, après le lourd style après-guerre, avec le lancement des modèles et de la campagne publicitaire Forward Look de Virgil Exner. Cette campagne continua jusqu'en 1961. Avec ces nouveaux modèles, Chrysler prit l'avantage sur ses concurrents dans le domaine du design automobile et produisit quelques authentiques classiques, dont la Plymouth Fury de 1956 et la 300C de 1957.
La seconde génération de véhicules Forward Look, en 1957, vit le lancement de la Torsion-Aire. Ce n'était pas une suspension à air mais un système de suspension à action indirecte par torsion du ressort, qui réduisait drastiquement les masses non suspendues et déplaçait le centre de gravité du véhicule vers le bas et l'arrière, rendant la conduite plus souple et assurée. Toutefois un afflux en production provoqua des problèmes de contrôle de qualité (principalement liés à la carrosserie) entraînant, finalement, une dégradation plus rapide par la rouille). Ces problèmes, ajoutés à une récession américaine, poussèrent la société vers une nouvelle période d'attente.
Elle continue à produire du matériel militaire tel le char lourd M103.

### Les années 1960
Au début des années 1960, la société fait de bons et de mauvais investissements.
En 1960, Chrysler lance la construction du châssis monocorps et est le premier des "trois grands" constructeurs automobiles (General Motors, Ford et Chrysler) à le proposer. Tous les produits Chrysler sont ainsi standardisés, à l'exception des modèles de la marque Imperial. Cette technique a donné une plus grande rigidité au châssis, faisant moins «bringuebaler» la voiture. Ce système devient rapidement un standard de l'industrie automobile.
La nouvelle ligne de berline Vailant démarre rapidement dans les années 1950 et continue à gagner des parts de marché pendant plus d'une décennie. Cette marque devient une division à part entière, avant d'être intégrée à Plymouth en 1961. Dès 1960, les alternateurs remplacent les générateurs dans les Vailant et sont ensuite proposés en standard dans tous les modèles de 1961, une première dans l'industrie.
La marque DeSoto est arrêtée après le lancement des modèles de 1961, en partie à cause de la large gamme de Dodge et avec l'abandon général de la division. Le même problème impacte la marque Plymouth lorsque Dodge empiète sur la même gamme de prix que sa consœur (cela semble avoir provoqué la disparition de la marque quelques décennies plus tard). Une réduction mal conseillée de l'intégralité des gammes de Dodge et Plymouth, en 1962, fait chuter les ventes et la profitabilité de Chrysler durant plusieurs années.
En avril 1964, Chrysler lance la Plymouth Barracuda, qui était une sous-série de Valiant. L'énorme vitre arrière en verre donnait l'impression d'une berline avec hayon arrière, avec un style «aimez-la--ou-détestez-la ». Battant la Ford Mustang sur son segment de marché pendant près de deux semaines, il serait possible de la nommer comme étant la première Muscle car. Cependant, à la différence de la Mustang, ce modèle n'a pas volé les ventes des modèles des autres divisions. Malgré une meilleure qualité de construction pour la Barracuda, la Mustang s'est toujours vendue en plus grande quantité que la Barracuda, avec un ratio de 10 contre 1, entre avril 1964 et août 1965.
En 1966, Chrysler s'étend en Europe en achetant le groupe britannique Rootes et, en rachetant à FIAT, qui l'avait créée, la marque française Simca, pour former Chrysler Europe. Cet achat s'est avéré être une importante erreur pour la compagnie, en raison du problème principal des relations industrielles qui ont affecté l'industrie de l'automobile britannique à cette époque. En outre, Rootes avait des usines archaïques et une gamme de produits périmés. Chrysler a retiré toutes les marques de Rootes en faveur du seul nom Chrysler. La division Simca réussit mieux, mais les nombreux problèmes qui accablaient les autres divisions ont poussé Chrysler a s'en désengager. Chrysler vend sa filiale Chrysler Europe - dont Simca et Talbot - à PSA Peugeot Citroën, en 1978. PSA renomme l'entité sous le nom unique de Talbot dès le mois de juillet 1979.
Avec plus de succès à cette époque, la société aide à créer le marché des voitures Muscle car aux États-Unis, d'abord en produisant une version de rue de son HEMI comprenant un moteur de course, puis en proposant une ligne légendaire de véhicules accessibles, mais à haute performance, tels que la Plymouth GTX, la Plymouth Road Runner et la Dodge Charger. Le succès galopant de plusieurs de ces modèles sur le circuit de NASCAR a forgé la réputation de la compagnie pour la haute technologie.

### Les années 1970
Les années 1970 ont, elles aussi, apporté le succès et la crise. Les vieillissantes mais solides berlines ont vu leurs ventes grimper, en raison de la forte demande de petites voitures après la crise pétrolière de 1973.
Cependant, un lourd investissement dans une toute nouvelle gamme complète de véhicules a été rendu largement vain quand, lors de leur sortie en 1974, les prix du pétrole ont atteint des sommets. Les ventes de grosses voitures ont lourdement chuté. La même année a été marquée par l'arrêt de la production des Barracuda, 10 ans après leur lancement, jour pour jour.
Au milieu de la décennie, la société obtient un remarquable succès avec la Chrysler Cordoba, sa première entrée sur le marché des voitures de luxe personnelles. Toutefois, la sortie des modèles jumeaux Dodge Aspen/Plymouth Volare, en 1976, ne reproduit pas le succès des lignes disparues Valiant/Dodge Dart. La société dut retarder son entrée dans le marché, devenu très important, des citadines. Les problèmes se multiplient aussi à l'étranger quand Chrysler Europe s'effondre en 1977. Cette filiale est reprise et renflouée par Peugeot l'année suivante, ironiquement juste après avoir aidé à la conception de la nouvelle Plymouth Horizon et du Dodge Omni, dans lesquels la société, en dépression croissante, avait placé ses espoirs.
Peu après, la société Chrysler Australie, qui produisait alors une version rebadgée de la Mitsubishi Galant, a été vendue à Mitsubishi Motors. La berline Horizon avait juste commencé à entrer sur le marché américain, quand la seconde crise pétrolière frappa, réduisant à néant les ventes de grosses voitures Chrysler et de camions, la société n'ayant plus de forte ligne de berlines pour se rattraper.
Dans le désespoir, le 7 septembre 1979, Chrysler Corporation signe, avec le gouvernement américain, des garanties de prêt pour éviter la faillite, d'un milliard US$. En même temps, Lee Iacocca, un ancien directeur de Ford, est nommé directeur-général exécutif (CEO) et à prouver qu'il était un porte-parole efficace pour la société. Un congrès, quelque peu réticent, a approuvé la «Loi de garantie de prêt de la Chrysler Corporation de 1979» (loi publique 96-185), le 20 décembre 1979 (signée par le Président Jimmy Carter le 7 janvier 1980), qui était décriée par les ouvriers et les vendeurs de Chrysler en raison de la peur de perdre leur emploi. Avec l'aide de ces personnes et le lancement quelques véhicules innovants (tels que la Chrysler K platform), l'invention du monospace (Chrysler Town & Country et Dodge Voyager) dont Chrysler reste encore un des leaders du marché, la société va éviter la faillite et commence à reprendre des forces.

### Les années 1980
Au début des années 1980, les prêts sont remboursés à un rythme accéléré et les nouveaux modèles, basés sur la plateforme de K-voiture, se vendent bien. Une coentreprise avec Mitsubishi, appelée de Diamond Star Motors, renforce la présence de la compagnie sur le marché des petites voitures. En 1987, Chrysler rachète American Motors Corporation à Renault (voir Renault USA), principalement pour la marque Jeep, bien que la marque déclinante Eagle Premier ait servi, par la suite, de base aux berlines Chrysler LH platform. Ceci a soutenu la société plus tard, bien que Chrysler ait toujours été le plus faible des "Big Three" constructeurs américains. Par ailleurs en 1983, la marque crée un nouveau modèle ayant pour patronyme «Voyager». Avant d'être badgé Chrysler le célèbre monospace sera vendu sous la marque Plymouth. Ce véhicule novateur connaît un grand succès dans le monde.

### Les années 1990: L'aventureDaimler-Benz
Au début des années 1990, Chrysler fait ses premières tentatives expérimentales pour un retour en Europe en installant une usine de production de voitures en Autriche, où sont assemblées des Voyager sur les mêmes lignes de montage que des 4x4 Mercedes-Benz, et, en 1993, lance la fabrication de certains modèles Jeep avec volant à droite, pour marquer son retour sur le marché britannique. La popularité continue de la Jeep - avec de nouveaux modèles audacieux pour le marché intérieur tels que le pickup Dodge Ram, la voiture de sport Dodge Viper, la Plymouth Prowler et les nouvelles berlines à roues avant motrices - a placé la société dans une position forte, alors que la décennie touchait à sa fin.
C'est durant cette période que Chrysler a négocié sa fusion avec l'allemand Daimler-Benz AG.

#### La fusion avec Daimler-Benz (1998)

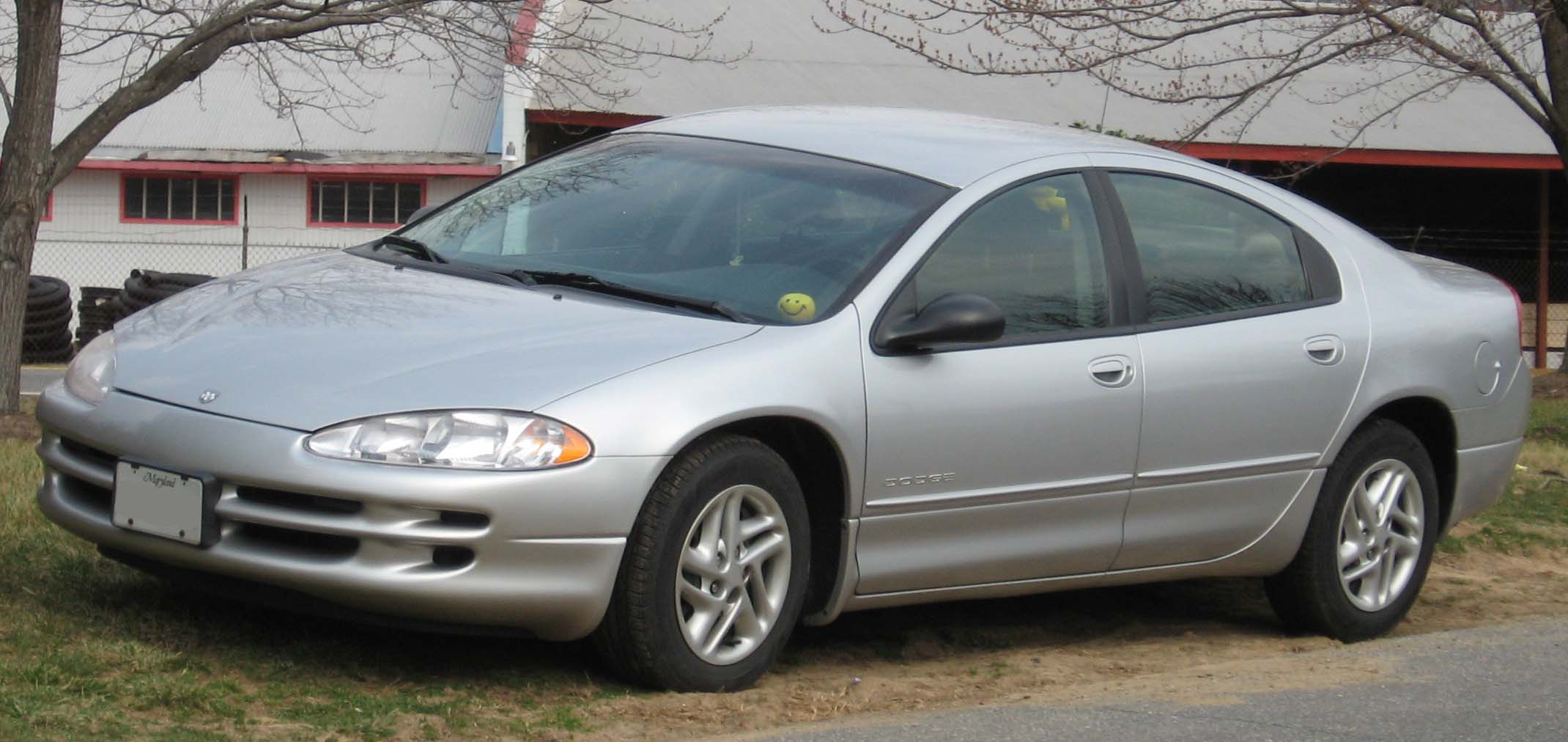
Seconde génération de la Dodge Intrepid, fruit de l'alliance entre Daimler-Benz et le groupe Chrysler

En 1998, la société Chrysler fusionne avec l'allemand Daimler-Benz AG pour fonder la société DaimlerChrysler. Cette opération est initialement présentée comme une fusion d'égal à égal mais, au bout de quelques années, la vérité devient évidente : il s'agit du rachat de Chrysler par Daimler-Benz, qui devient le partenaire dominant du couple. Comme preuve, Chrysler retombe dans les déboires financiers juste après la fusion, faisant gravement chuter le cours de l'action commune et provoquant de sérieuses inquiétudes au sein du siège social allemand, qui dépêche le nouveau CEO Jürgen Schrempp pour reprendre les rênes.

#### Cab forward
À partir de cette décennie, Chrysler développe le concept du Cab forward. Le principe repose sur le fait que la cabine des passagers est poussée vers l'avant de sorte que les roues avant sont directement accolées au bord des portes avant, et le pare-brise prolongé au-dessus du moteur, tandis que les roues arrière sont déplacées vers les coins arrière du véhicule. Finalement, l'espace intérieur est agrandi et les sensations de conduite sont augmentées.
De nombreux modèles construits entre 1993 et 2004 ont été spécifiquement commercialisés comme des voitures Cab forward. On peut citer par exemple la Chrysler Stratus, la Chrysler 300M ou encore la Chrysler Vision.

### Les années 2000: Retour aux États-Unis
La marque Plymouth est arrêtée en 2001 et les projets de réduction des coûts, grâce à des partages de technologies (composants et plateformes), à la fermeture de 6 usines Chrysler et au licenciement de 26.000 employés, sont lancés. La Chrysler Crossfire, issue de la plateforme SLK Mercedes, est l'un des premiers résultats concrets de ce programme.
En 2002, la compagnie renoue avec ses innovations techniques en étant la première à proposer la pédale de frein réglable.
Un retour à la propulsion est annoncé et, en 2004, la nouvelle Chrysler 300 utilisant cette technologie, ainsi qu'un nouveau HEMI V8, deviennent rapidement des succès commerciaux. Les performances financières commencent à s'améliorer, Chrysler fournissant maintenant une part significative des profits de DaimlerChrysler, tandis que Daimler consacre ses efforts à la restructuration de la branche Mercedes.
Toutefois, les difficultés de Chrysler l'emportent sur son dynamisme. Les pertes s'accumulent, en raison notamment des énormes coûts sociaux liés au personnel retraité (frais médicaux, retraites…). Ce poids pénalise fortement le cours en bourse de la compagnie.
Le 7 avril 2005, une décision de justice est prise par le juge de district Joseph Farnan Jr., présidant la cour d'appel de Wilmington au Delaware, au sujet d'une affaire entre Kirk Kerkorian et DaimlerChrysler concernant les déclarations de Jürgen Schrempp de Daimler Benz, avant la fusion de 1998. Celui-ci aurait menti et manipulé la Securities and Exchange Commission ainsi que les actionnaires de Chrysler Corporation (dont le principal était la Tracinda Corporation de Kirk Kerkorian), en annonçant qu'il s'agissait d'une fusion égalitaire et non d'une acquisition. Le verdict est en faveur de Daimler, protégeant ainsi Jürgen Schrempp. Cependant, une autre affaire impliquant les autres actionnaires de Chrysler - et avec les mêmes charges - a été jugée en 2003 en faveur des actionnaires minoritaires de Chrysler, avec une amende de 300 millions de dollars à l'encontre de Daimler Benz.
Le partenariat avec Mitsubishi Motors, démarré dans les années 1980, prend fin lorsque DaimlerChrysler vend sa participation de 34 % du capital de la société, alors que Mitsubishi exige plus de contrôle sur la direction.

#### La fin de l'aventure Daimler-Chrysler (2007)
Le 14 mai 2007 scelle l'échec de la fusion de Chrysler avec Daimler Benz. Le fonds d'investissement américain Cerberus rachète 80,1 % de Daimler-Chrysler pour 5,5 milliards d'€uros, dont seulement 1,45 milliard US$ ira directement à Daimler-Benz AG. Daimler-Chrysler est renommé Chrysler LLC et Daimler conserve le reste du capital (19,9%) dans une société nommée "Daimler AG" qui veut poursuivre des projets de développement techniques communs avec le constructeur américain. Daimler Benz AG avait déboursé 36 milliards US$ en 1998, lors de «l'acquisition» de Chrysler.
Le constructeur allemand, qui n'avait jamais rien investi dans l'outil productif de son associé américain, renonce au reste de ses parts en 2009 lorsque Chrysler se met sous le couvert du Chapter 11 de la loi américaine sur les faillites d'entreprises après avoir négocié l'aide de l'italien FIAT.

#### Dans la tourmente de lacrise économique de 2008-2009
L'année 2008 est marquée par une aggravation substantielle des difficultés économiques des Big Three, en particulier de General Motors et de Chrysler, désormais orphelin face à la tempête qui secoue le marché américain. La contraction du marché du crédit, consécutive aux difficultés des établissements bancaires, fut en effet à l'origine d'une baisse globale de la consommation des ménages américains, rapidement imités outre-atlantique et ailleurs dans l'OCDE. Ainsi les ventes de Chrysler se sont contractées de 53 % en décembre 2008 par rapport au même mois de 2007. Les ventes sur l'ensemble de l'année 2008 ont plongé de plus de 30%.
Avant la publication de ces résultats, la firme s'était vue octroyer un prêt de 4 milliards de US$ par le gouvernement fédéral américain. En échange, Chrysler s'engageait à poursuivre les importantes réformes structurelles déjà entamées lors de son alliance avec Daimler.
Fin 2008, l'Alliance Renault-Nissan étudie également la possibilité de racheter Chrysler en forte perte de vitesse.
Après avoir négocié la reprise de sa filiale Daimler-Chrysler avec plusieurs repreneurs potentiels dont l'autrichien Magma, Blackstone Group, dirigé par son PDG Stephen Schwarzman et le fonds d'investissement Cerberus Capital Management, Dieter Zetsche annonce avoir vendu 80,1 % du capital de Chrysler pour 7,4 milliards US$, dont 1,45 milliard ira directement à Daimler-Benz AG, à Cerberus Capital Management qui a ainsi doublé son chiffre d'affaires annuel.
Le 21 janvier 2009, le fonds d'investissement Cerberus Capital Management annonce, à la surprise générale, une entrée du groupe italien FIAT dans le capital de Chrysler, à hauteur de 35% (20 % supplémentaires en option d'ici trois ans). Cette alliance permettra à Chrysler, ainsi qu'à Dodge et Jeep, de profiter du savoir-faire du constructeur italien en matière de véhicules compacts. Parallèlement, elle permettra à FIAT de s'implanter durablement sur le plus grand marché automobile mondial.
Le 4 mars 2009, Chrysler a annoncé la suppression de 1 200 emplois dans l'une de ses usines canadiennes.
Le 21 avril 2009, le gouvernement des États-Unis décide de prêter un montant additionnel de 500 millions US$ à Chrysler «pendant qu'il tente de mener à terme son plan de restructuration».
Le 30 avril 2009, Chrysler se met sous la protection du chapitre 11 de la loi sur les faillites aux États-Unis et signe une entente pour céder une partie de son capital : le groupe FIAT pourra prendre une participation pouvant atteindre jusqu'à 35 %, le gouvernement des États-Unis 8 % et le gouvernement du Canada 2 %. Un nouveau fonds de placement spécialisé dans la gestion de la couverture santé des retraités de Chrysler recevra 55%,,.
Le 5 mai 2009, le juge qui supervise la restructuration de Chrysler avalise la vente de la quasi-totalité des actifs de Chrysler à FIAT.
Depuis le 10 juin 2009, Sergio Marchionne, CEO du groupe FIAT est aussi devenu PDG de FIAT Chrysler LCC, FIAT dispose immédiatement de 20 % du capital de la nouvelle entité et montera à 35 % dès que les nouveaux modèles seront lancés en fabrication.

### Les années 2010: la renaissance avec FIAT
Le groupe italien FIAT avait déjà été présent comme constructeur automobile aux Etats-Unis, dès 1908, avec sa filiale locale Fiat Motor Corporation et son usine de Poughkeepsie, où ont été fabriqués les grands et luxueux modèles FIAT de l'époque sous l'appellation "Séries 50" produits avec une vraie chaîne de montage venant d'Italie, c'était bien avant l'apparition des chaînes de montage Ford en 1913. La Première Guerre mondiale a mis fin à cette filiale. En 19  , FIAT Auto a fondé une filiale pour la commercialisation de ses modèles importés mais a abandonné le marché américain en 1983, avant de revenir à travers le rachat du groupe Chrysler.

#### De nouvelles marques
En 2009, la gamme Dodge est réorganisée pour distinguer les véhicules routiers et familiaux de ceux à vocation utilitaire. Ainsi, la division Ram truck de Dodge devient RAM Trucks, une marque à part entière. RAM («bélier» en anglais) bénéficie logiquement de l'exclusivité du logo «tête de bélier».
Dodge adopte un logo valorisant davantage le nom de la marque par de nouveaux caractères qui recouvrent deux traits rouges parallèles en oblique.
Bien que Mopar soit une marque ancienne du groupe Chrysler dédiée aux accessoires, le succès des muscles cars décide la nouvelle direction à lancer une série limitée de 500 véhicules. Une édition spéciale Mopar '10 est donc créée en 2010 sur la base du modèle Dodge Challenger. En 2011, le groupe annonce qu'un nouveau modèle Mopar va être commercialisé.
En juin 2011, le groupe Chrysler crée une marque supplémentaire à partir du label SRT apparu au début des années 2000 sur certains modèles hautes performances de Chrysler, Dodge et Jeep : Street and Racing Technology (SRT). Les automobiles haut de gamme à vocation sportive seront commercialisées sous cette marque, dirigée par Ralph Gilles, ancien CEO de Dodge.
Début janvier 2014, FIAT acquiert les derniers 41,46 % des actions de Chrysler qu'il ne détenait pas encore pour 4,35 milliards de dollars. Le groupe Chrysler devient une filiale du groupe italien FIAT pour former le groupe FCA - FIAT Chrysler Automobiles.

### 2021: l'intégration dansStellantis
En octobre 2019, FCA - FIAT Chrysler Automobiles et PSA annoncent leur projet de fusion. L'accord de fusion est validé par les conseils d'administration des 2 entités le 18 décembre 2019, et le nom Stellantis est annoncé au mois de juillet 2020. Les marques du groupe Chrysler représenteront 4 marques parmi les 14 du groupe, et aucune marque des deux groupes ne doit disparaitre. Le 16 janvier 2021, toutes les marques de FIAT-Chrysler, Chrysler, Dodge, Jeep, RAM et SRT ont intégrées dans le groupe Stellantis. 
Le 18 janvier 2021, le CEO de Stellantis, Carlos Tavares, affirme que les marques "endormies", comme Chrysler et Lancia, vont bénéficier de nouveaux investissements. En septembre 2021, Stellantis nomme un nouveau dirigeant à la tête de la marque Chrysler, Christine Feuell. Lors du CES 2022, Chrysler présente un nouveau modèle, l'Airflow, avec une mise en production prévue pour 2024. La marque annonce également sa volonté de ne vendre que des modèles 100% électriques d'ici 2028.

## Identité visuelle

Logo de Chrysler Group LLC en 2007.
Logo de FCA US LLC.
Logo de Stellantis North America (FCA US LLC) en 2021.

## Les marques du groupe Stellantis North America (ex-groupe FIAT-Chrysler)

### Les marques actuelles
- Chrysler
- Dodge
- Jeep
- RAM trucks
- SRT
- Mopar

### Les anciennes marques (disparues ou cédées)
- Espagne
  - Barreiros
- Etats-Unis
  - DeSoto
  - Eagle
  - Fargo Trucks
  - Imperial
  - Plymouth
  - Valiant
- Europe
  - Chrysler Europe cédé à PSA en 1978
- Grande-Bretagne
  - Commer
  - Hillman
  - Humber
- France
  - Simca (racheté à FIAT en 1964)
  - Talbot (racheté par Simca en 1958)
- Grande-Bretagne
  - Karrier
  - Rootes
  - Singer
  - Sunbeam
- Italie
  - Lamborghini cédée au groupe indonésien Megatech en 1994.